# Kjetil Johnsen
Kjetil Johnsen, född 1966, är en norsk författare, journalist och redaktör.
Johnsen har journalistisk bakgrund, och är idag anställd som förlagsredaktör på Egmont i Norge. Som författare har han gett ut flera romanserier för ungdomar, dock är endast Tre översatt till svenska.

## Tre
På norska heter denna serie 3. Totalt har tio delar utkommit på norska och alla har översatts till svenska.
1. Ett hål i själen
2. Den farliga kyssen
3. Det som kommer att ske
4. Flytande i vatten
5. Till jord skall du bli
6. Den gråtande mördaren
7. Tillbaka från de döda
8. Ett sista offer
9. Mördarens ansikte
10. De som lever vidare